# 멕시코 농구 국가대표팀
멕시코 농구 국가대표팀은 멕시코의 농구 대표팀이다.

## 주요 선수
- 구스타보 아욘 (애틀랜타 호크스)